# Jakub Franciszek Dłuski
Jakub Franciszek Dłuski (ur. ? – zm. 1683 r. we Lwowie) – polski duchowny katolicki, franciszkanin konwentualny, biskup bakowski.
W młodości wstąpił do zakonu franciszkanów. Wykładał teologię na Akademii Zamojskiej. Planował zorganizowanie odrębnej prowincji zakonnej na Litwie. Gwardian zakonu w Zamościu (1667–1668), Wilnie (1664–1667, 1671–1673) i Kołtyninach.
22 grudnia 1681 r. otrzymał nominację królewską na biskupstwo bakowskie, potwierdzoną następnie przez Stolicę Apostolską. W drodze na wizytację diecezji dostał się do niewoli tatarskiej i w wyniku odniesionych ran zmarł we Lwowie.
Pochowany w kościele klasztornym św. Krzyża franciszkanów konwentualnych we Lwowie.